# Fukuoka (stad)
Fukuoka (Japans: 福岡市, Fukuoka-shi) is de hoofdstad van de prefectuur Fukuoka. Het is de grootste stad van Kyushu, het meest zuidelijke van de vier Japanse hoofdeilanden, en de grootste stad ten westen van Ōsaka. 
Bij de volkstelling van 2020 had de stad 1,6 miljoen inwoners op een oppervlakte van 343,39 km². De gehele agglomeratie met o.a. de aaneengegroeide steden Kitakyushu, Kurume en Shimonoseki heeft 5,5 miljoen inwoners.
De stad werd op 1 april 1972 een decretaal gedesigneerde stad. Fukuoka is de naamgever aan de prefectuur Fukuoka. Het centrum is modern, met als belangrijk uitgaansgebied en winkelcentrum Canal City. De belangrijkste uitgaanswijk is Tenjin, met een mix van traditionele bars en mondain vermaak.
Fukuoka is ontstaan uit twee steden: Fukuoka en Hakata. Het oudste deel van de stad draagt nog steeds de oorspronkelijke naam Hakata.

## Ligging en klimaat
Fukuoka ligt tussen de bergen en alleen in het noorden grenst de stad aan de Japanse Zee. Door de ligging aan zee heeft de stad een grote haven.
Fukuoka heeft een vochtig subtropisch klimaat (klimaatclassificatie van Köppen: cfa) met een hete vochtige zomer en een milde winter. Per jaar valt er ongeveer 160 cm neerslag waarbij het meeste valt in de maanden juni tot en met september. In de winter komt de temperatuur zelden onder de 0 °C en sneeuw valt er nauwelijks. Tyfoons komen voor maar alleen in de maanden augustus en september.

## Wijken
| Fukuoka heeft zeven wijken (ku): | Wijk    | Bevolking | Oppervlakte | Dichtheid |
|                                  |         | in 2004   | km²         | inw./km²  |
| Higashi-ku                       | 275.652 | 66,68     | 4134        |           |
| Hakata-ku                        | 190.178 | 31,47     | 6043        |           |
| Chuo-ku                          | 163.975 | 15,16     | 10816       |           |
| Minami-ku                        | 247.913 | 30,98     | 8002        |           |
| Jonan-ku                         | 127.952 | 16,02     | 7987        |           |
| Sawara-ku                        | 207.851 | 95,88     | 2168        |           |
| Nishi-ku                         | 177.625 | 83,81     | 2119        |           |

## Verbindingen
In Hakata is ook het centraal station gelegen, een belangrijk knooppunt van verbindingen naar andere grote steden op Kyushu zoals Kumamoto, Kagoshima helemaal in het zuiden, Nagasaki ten zuidwesten en Miyazaki in het oosten. De shinkansen (hogesnelheisdstrein) verbindt Fukuoka met de grote steden op het hoofdeiland Honshu. De hogesnelheids-treinverbinding die Fukuoka verbindt met Kumamoto en Kagoshima (Kyushu Shinkansen) is in 2011 in bedrijf gekomen. Later moet deze doorgetrokken worden naar Nagasaki.
Fukuoka heeft een internationale luchthaven met verbindingen naar onder andere China, Taiwan, Zuid-Korea en Hongkong. Tussen 3 april 2013 en 4 januari 2016 vloog KLM een non-stop vlucht tussen Amsterdam en Fukuoka. Een supersnelle ferry verbindt Fukuoka met de stad Busan in Zuid-Korea.
Met de Midori Express is er een goede verbinding met de stad Sasebo. Van daaruit kan men met lokaal spoor doorreizen naar Nagasaki; een mooie tocht die onder andere door bergachtig gebied voert en langs de kust van de Omurabaai. Deze route voert ook langs Huis ten Bosch, de Hollandse stad die is opgebouwd uit replica's van bekende gebouwen uit Nederland op ware grootte. Huis Ten Bosch heeft een eigen treinstation van waaruit een expresstrein een directe verbinding met Fukuoka verzorgt. Huis Ten Bosch is ook goed bereikbaar over water middels een directe bootverbinding met het nabijgelegen Nagasaki Airport.

## Bezienswaardigheden
Bezienswaardigheden in Fukuoka zijn onder andere Fukuoka Tower, Fukuoka Dome (de thuisbasis van het honkbalteam de Hawks), het Kokusai Centre, waar jaarlijks grote sumo-wedstrijden worden gehouden. ACROS Fukuoka (Asian Cross Road Over the Sea) is het cultuur complex in het centrum van de stad. Er zijn veel culturele disciplines gehuisvest (waaronder een grote concertzaal) in een gebouw met aan een zijde een geheel groene gevel. Verder Marine World met onder andere een enorm zee-aquarium en een dolfijnenshow en attractiepark Space World. Jaarlijks vinden er grote festivals (matsuri) plaats.

## Sport
Fukuoka was met het Best Denki Stadium speelstad bij het WK rugby 2019. Het stadion wordt doorgaans gebruikt door voetbalclub Avispa Fukuoka.

## Stedenbanden
- Guangzhou, China, sinds 1979
- Bordeaux, Frankrijk, sinds 1982
- Auckland, Nieuw-Zeeland, sinds 1986
- Ipoh, Maleisië, sinds 1989
- Atlanta, Verenigde Staten, sinds 2005
- Busan, Zuid-Korea, sinds 2007
- Yangon, Myanmar, sinds 2016

## Bekende inwoners van Fukuoka

### Geboren
- Koki Hirota (1878-1948), premier van Japan (1936-1937)
- Kane Tanaka (1903-2022), supereeuwelinge
- Sonny Chiba (1939-2021), acteur
- Yoshinori Osumi (1945), celbioloog en Nobelprijswinnaar (2016)
- Victoria Principal (1950), Amerikaans actrice
- Ryoko Tani (1975), judoka
- Ayumi Hamasaki (1978), zangeres
- Yuki Yamada (1983), darter
- Sota Hirayama (1985), voetballer
- Naoya Wada (1986), componist
- Yui (1987), zangeres
- Reina Tanaka (1989), zangeres
- Sayuri (1996-2024), popzangeres en singer-songwriter
- Erina Ikuta (1997), zangeres
- Takehiro Tomiyasu, voetballer

## Galerij

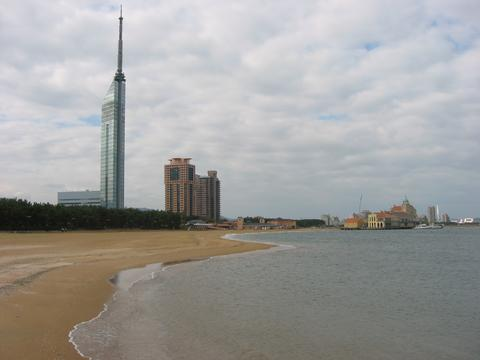
Fukuoka Tower
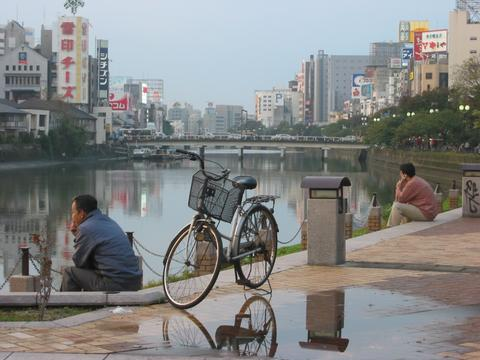
Langs de rivier Nakagawa
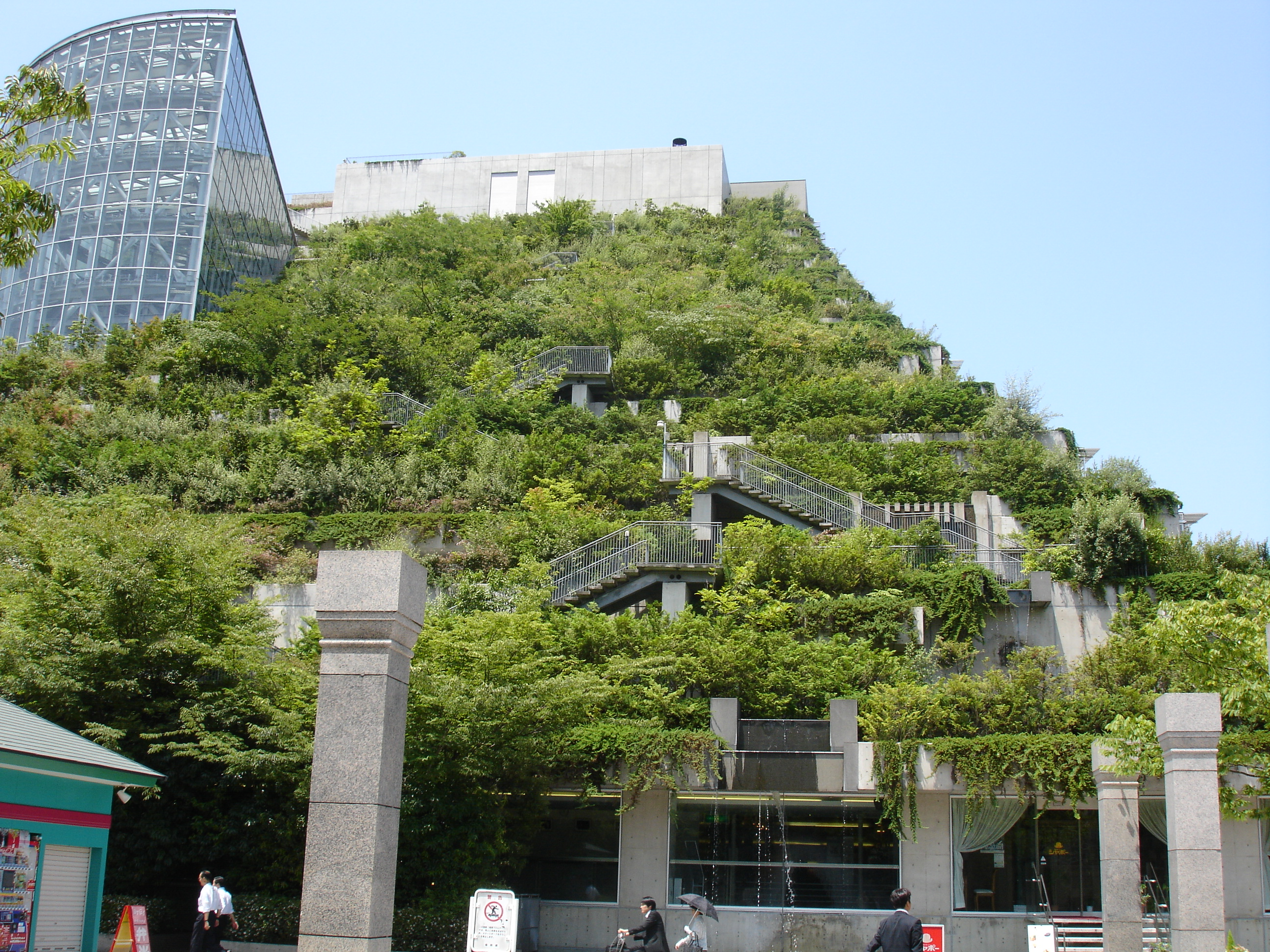
ACROS Fukuoka
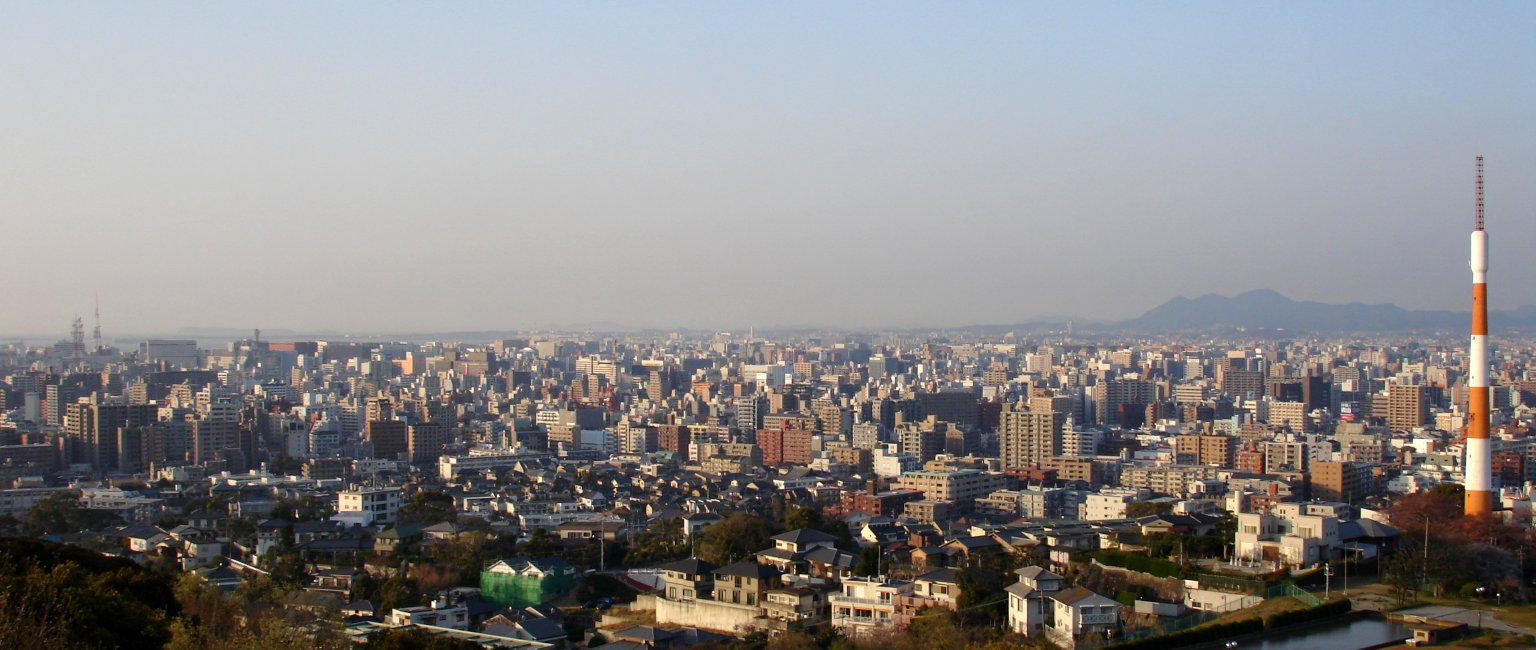
Uitzicht